# Egino von Verona

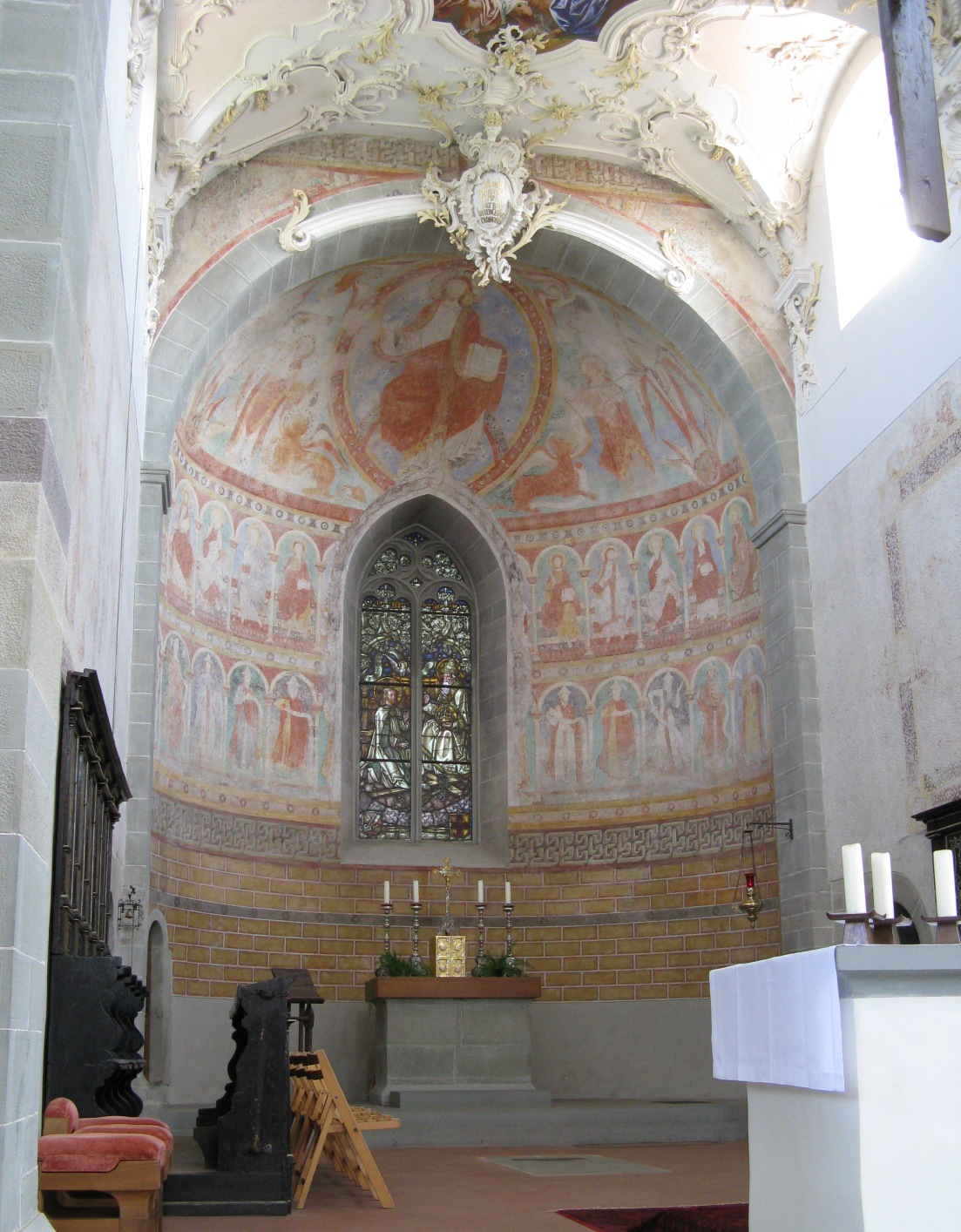
Apsis von St. Peter und Paul (Reichenau-Niederzell); im Fußboden die Grabplatte Eginos

Egino von Verona (* 8. Jahrhundert; † 27. Februar 802 auf der Insel Reichenau) war von 780 (?) bis 799 Bischof von Verona.

## Leben
Egino stammte aus einer der führenden alemannischen Familien. Manche Indizien deuten auf ahalolfingische Herkunft. Möglicherweise war er mit Hildegard, der zweiten Frau Karls des Großen, verwandt. Jedenfalls gehörte er zu Karls Vertrauten und politischen Stützen. Nach der fränkischen Eroberung des Langobardenreichs 774 wurde Egino, wohl im Jahr 780, als neuer karolingischer Bischof von Verona eingesetzt. Dass der Reichenauer Benediktiner Radolt ihn dorthin begleitete und dass er selbst später die Reichenau als Rückzugsort wählte, deutet auf eine frühe Verbindung, vielleicht Zugehörigkeit zum Kloster.
Eginos Amtszeit in Verona scheint nicht konfliktfrei und seine Amtsniederlegung nicht nur eine Resignation aus Altersgründen gewesen zu sein. Hintergrund dürfte der beginnende Gegensatz zwischen dem nach Eigenständigkeit strebenden Karlssohn Pippin von Italien und dessen Vater gewesen sein. Dadurch wurde Egino als dezidiertem Mann Karls der Rückhalt entzogen. 799 bezog er die von ihm mit Erlaubnis Abt Waldos gegründete und reich ausgestattete Cella St. Peter und Paul an der Westspitze der Reichenau, was nicht ohne jahrelange Vorbereitungen geschehen sein kann. Erst nach einer Sedisvakanz von mehr als zwei Jahren wurde Radolt in Verona sein Nachfolger.
Nach seinem Tod 802 wurde Egino in der von ihm gegründeten Kirche beigesetzt. Die Grabstätte im Chor der heutigen romanischen Stiftskirche erhielt er im 12. Jahrhundert.

## Bedeutung
Eginos Gedächtnis lebt vor allem durch seine Gründung auf der Reichenau fort. Außerdem verbindet sich sein Name mit einer Gruppe kostbarer oberitalienischer Handschriften, der Egino-Gruppe, die der Bischof bei seinem Weggang von Verona auf die Reichenau mit sich nahm. Die bedeutendste ist das Egino-Homiliar, ein Homiliar mit reicher Buchmalerei, das Egino offenbar im persönlichen Auftrag Karls zusammengestellt hat. Egino zählt zu den Trägern der sogenannten Karolingischen Renaissance und ist ein Seliger der katholischen Kirche.